# Yahya Golmohammadi
Pour les articles homonymes, voir Yahya.
Yahya Golmohammadi est un footballeur puis entraîneur iranien, né le 19 mars 1971 à Mahmudabad. Il joue au poste de défenseur central de la fin des années 1980 à la fin des années 2000.
Après des débuts au Teraktor Sazi, il évolue au Poora FC, au Persépolis Téhéran avec qui il remporte le championnat d'Iran en 1996 et 1997 ainsi que la Coupe d'Iran en 1999. Il joue également au Foolad Ahvaz et termine sa carrière au Saba Qom FC.
Avec l'équipe d'Iran, il compte 73 sélections pour cinq buts inscrits et dispute la Coupe du monde 2006. Avec l'équipe d'Iran des moins de 23 ans, il remporte les Jeux asiatiques de 2002.
Devenu entraîneur au Saba Qom FC, il dirige ensuite notamment Tarbiat Badani Yazd, Persépolis Téhéran et Naft Téhéran.

## Biographie

### En équipe nationale
Yahya Golmohammadi reçoit un total de 73 sélections en équipe d'Iran entre 1993 et 2006, inscrivant cinq buts.
Il reçoit sa première sélection en équipe d'Iran le 6 juin 1993, à l'occasion d'un match amical contre l'équipe du Pakistan (victoire 5-0). Il inscrit son premier but en équipe nationale le 8 août 2001, en amical contre l'Oman (victoire 5-2). Le 15 novembre 2001, il marque son deuxième but, contre l'Irlande, permettant à son équipe de l'emporter 1-0 dans cette rencontre des éliminatoires du mondial 2002.
Par la suite, le 26 septembre 2003, il inscrit son troisième but, contre la Jordanie. Ce match gagné 3-2 rentre dans le cadre des éliminatoires de la Coupe d'Asie 2004. Il marque ensuite, le 19 novembre 2003, un autre but contre le Liban, lors de ces mêmes éliminatoires (victoire 0-3). L'année suivante, il participe à la phase finale de la Coupe d'Asie des nations, organisée en Chine. Lors de cette compétition, il joue six matchs. L'Iran se classe troisième du tournoi, en battant le Bahreïn lors de la « petite finale ».
Golmohammadi dispute ensuite la Coupe du monde 2006 avec l'équipe d'Iran. Lors de ce mondial organisé en Allemagne, il joue deux matchs. Il se met en évidence en inscrivant un but contre le Mexique en phase de groupe. Après le mondial, il décide de prendre sa retraite internationale.

## Palmarès

### En équipe nationale
- Médaille d'Or lors des Jeux asiatiques de 2002 avec l'équipe d'Iran des moins de 23 ans
- Troisième de la Coupe d'Asie des nations en 2004 avec l'équipe d'Iran

### En club
- Champion d'Iran en 1996, 1997 et 1999 avec le Persépolis FC
- Vainqueur de la Coupe d'Iran en 1999 avec le Persépolis FC
- Vainqueur de la Supercoupe d'Iran en 2005 avec Saba

### Entraîneur
- Vainqueur de la Coupe d'Iran en 2015 et 2016 avec Zob Ahan
- Vainqueur de la Supercoupe d'Iran en 2016 avec Zob Ahan
- Champion d'Iran en 2020 avec le Persépolis FC
- Finaliste de la Ligue des champions d'Asie en 2020 avec le Persépolis FC

### Distinctions personnelles
- Élu meilleur entraîneur iranien lors de la saison 2014-2015